# Halawa, Hawaii
Halawa är en ort (CDP) i Honolulu County, i delstaten Hawaii, USA. Enligt United States Census Bureau har orten en folkmängd på 14 014 invånare (2010) och en landarea på 6,1 km².